# Pardosa saltans
Pardosa saltans là một loài nhện trong họ Lycosidae.
Loài này thuộc chi Pardosa. Pardosa saltans được Töpfer-Hofmann miêu tả năm 2000.